# 사천 조명군총
사천 조명군총(泗川 朝明軍塚)은 선조 30년(1597년) 1월에 일어났던 정유재란 때, 선진리성에 포진하고 있던 왜구를 몰아내기 위해 조명연합군이 최후의 결전을 벌였다가 산화한 희생자의 넋이 잠들고 있는 곳이다. 경상남도 사천시 용현면 선진리 402번지에 있다. 1985년 1월 14일 경상남도의 기념물 제80호로 지정되었다.
무덤의 형태는 사방 20칸(36m2)의 방형분묘로서 흔히 “당병무덤”이라 일컬었으며, 속칭 “댕강무데기”라고도 한다. 이 무덤만은 약 400년 동안 원형을 그대로 유지한 채 잘 보존되어 왔으며, 지금은 <조명연합군전몰위령비>가 무덤 앞에 세워져 있다.

## 개요
조명군총은 선조 30년(1597) 정유재란 때 선진리성에 주둔하고 있던 왜적을 몰아내기 위해 결전을 벌이다 희생된 조선과 명나라 연합군의 무덤이다.
정유재란을 일으켜 북진하려던 왜군은 조선과 명나라 연합군의 저항을 받자 경상도 남해안지방으로 퇴각하여 남해안 곳곳에 성을 쌓고 머물고 있었다. 사천지방에는 왜장 시마즈의 군사가 주둔하고 있었는데, 명나라 장군 동일원과 경상도 우병마사 정기룡이 진주를 거쳐 이곳의 적을 몰아내고자 하였다. 그러나 아군진영에서 발생한 불의의 화재로 인해 적의 역습을 받게되어 수천 명의 희생자를 내었다. 왜군은 그들의 승리를 본국에 알리기 위해 죽은 군사들의 귀와 코를 베어 본국으로 보내고, 목을 베어 묻어 큰 무덤을 만들었다고 한다.
무덤의 형태는 사방 36m2의 사각형으로 흔히 ‘당병무덤’, ‘댕강무데기’라고 부르며 매년 음력 10월 1일에 위령제를 지내고 있다.

## 참고 문헌
- 사천조명군총 - 국가유산청 국가유산포털
- 이 문서에는 다음커뮤니케이션(현 카카오)에서 GFDL 또는 CC-SA 라이선스로 배포한 글로벌 세계대백과사전의 내용을 기초로 작성된 글이 포함되어 있습니다.